# Góry Odrzańskie

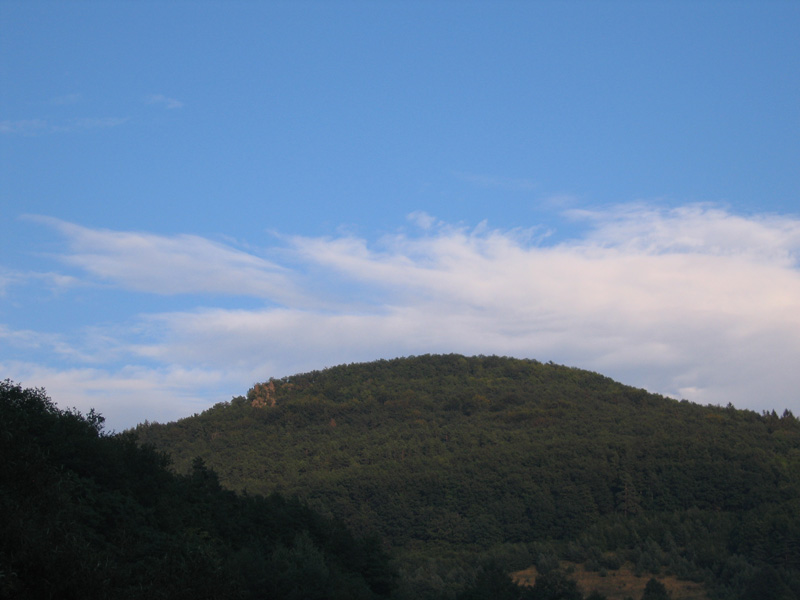
Góry Odrzańskie

Góry Odrzańskie (czes. Oderské vrchy, dawniej cz. Oderská vrchovina, pohoří Oderské, vrchy Oderské, niem. Oderberge) – najdalej na wschód wysunięte pasmo górskie łańcucha Sudetów, leżące całkowicie na terenie Czech, często traktowane jako część Niskiego Jesioniku. Jego najwyższy szczyt to Fidlův kopec (680 m n.p.m.).
W Górach Odrzańskich ma swoje źródła Odra, druga co do długości rzeka w Polsce.

## Geografia
Stanowią niewysokie wzniesienie Sudetów Wschodnich nieopodal Ołomuńca i Ostrawy. Na wschodzie graniczą z Bramą Morawską, na zachodzie i północnym zachodzie z Niskim Jesionikiem, na południu z doliną rzeczną Beczwy, zaś na północy kończą się w okolicach Opawy i Ostrawy.
Znaczna część obszaru Gór Odrzańskich stanowi teren wojskowy – poligon wojskowy Libavá; obszar ten, z wyjątkiem szlaku turystycznego do źródła Odry, jest wyłączony z ruchu turystycznego.

## Populacja
Obszar jest bardzo słabo zaludniony, w paśmie górskim nie ma znaczącego osadnictwa. Najbliższe miasta i miasteczka to Ołomuniec, Lipník nad Bečvou, Hranice.

## Park krajobrazowy
Park krajobrazowy o nazwie Oderské vrchy znajduje się poza pasmem górskim (Wyżyna Witkowska w Niskim Jesioniku), na północny wschód od pasma. Obejmuje obszar 287 km² (111mil ²) z miastami Ołomuniec, Ostrawa, Opawa, Odry, Fulnek i Bílovec.